# Lustratio

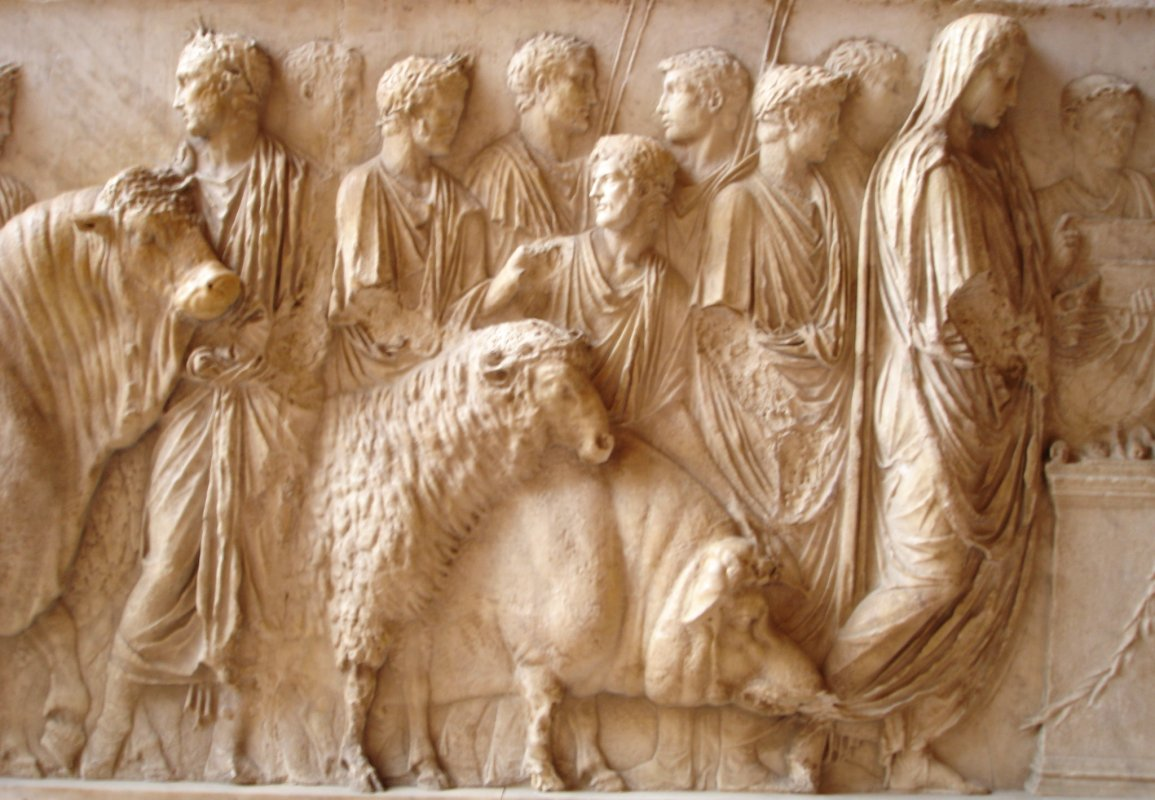
Suovetaurilia, Museo del Louvre

La lustratio (lustrazione), o lustrum, è un'antica cerimonia di purificazione effettuata tramite il lavaggio con acqua o l'aspersione di acqua mediante rami di lauro o di olivo o mediante uno strumento chiamato aspergillum.
L'effetto di purificazione era ritenuto connesso anche al fumo di alcuni materiali bruciati. Alla cerimonia erano connessi anche sacrifici di animali, che nel rito percorrevano un percorso intorno alla persona o all'oggetto da purificare.
Nell'uso della Grecia antica la cerimonia avveniva da parte di un privato o di una città per purificarsi da un crimine commesso ovvero per la purificazione di un luogo sacro che fosse stato contaminato.
Nella religione romana la cerimonia assicurava invece la benedizione e la protezione della divinità, senza legame con una colpa commessa: venivano purificati i campi (cerimonia degli Arvali) o le greggi (Palilia, compreso un sacrificio alla dea Pales). Gli eserciti romani venivano purificati prima della partenza per le campagne militari e la cerimonia veniva ripetuta negli accampamenti prima delle battaglie.
La stessa città di Roma veniva purificata con una cerimonia di lustratio in caso di prodigi e calamità e regolarmente ogni cinque anni, al momento in cui i censori quinquennali avevano compiuto il censimento e abbandonavano la propria carica. Da qui deriva il significato di lustro per indicare un quinquennio.
La cerimonia, compiuta la prima volta dal re Servio Tullio dopo che ebbe condotto il primo censimento, comportava il sacrificio dei suovetaurilia (si sacrificavano un maiale, o sus, una pecora, o ovis, e un toro, o taurus) e si svolgeva nel Campo Marzio, dove la popolazione si radunava e gli animali da sacrificare venivano condotti per tre volte intorno all'assemblea radunata.
Nell'antica Roma, una cerimonia di purificazione con l'acqua avveniva anche otto o nove giorni dopo la nascita di un bambino: in quel giorno, detto dies lustricus, tutti coloro che avevano toccato la madre si lavavano solennemente le mani e si imponeva il nome al neonato.